# Noord-Scharwoude
Noord-Scharwoude is een dorp in de gemeente Dijk en Waard, in de Nederlandse provincie Noord-Holland.
Noord-Scharwoude maakt deel uit van de dorpenstad Langedijk, die in 1415 stadsrechten kreeg. Noord-Scharwoude was van 1810 tot 1941 een zelfstandige gemeente.
In de 11e eeuw werden Noord-Scharwoude en Zuid-Scharwoude nog als één plaats genoemd. In 1094 kwam deze voor als Scorlewalth. In de twaalfde eeuw ontstonden twee aparte kernen, waarschijnlijk door de bouw van een tweede kerk. In 1289 komt Noord-Scharwoude voor als Norscorwoude en in 1480 Noertscherwoude, later verbasterde dit naar de huidige plaatsnaam. De oorspronkelijke betekenis duidt op een woud, een bos, gelegen nabij Schoorl.
De dorpen Broek, Zuid- en Noord-Scharwoude hadden als bijnaam het rijk der duizend eilanden. De verhoging van de vruchtbaarheid was een belangrijke reden om een eilandenrijk van akkers te creëren. 
Na de Tweede Wereldoorlog groeide zowel Noord-Scharwoude als Zuid-Scharwoude flink. Zeker vanaf de begin jaren 70, toen er een grote ruilverkaveling plaatsvond. Nadien zijn Noord-Scharwoude en Zuid-Scharwoude samengesmolten. Al kan men nog wel hier en daar zien dat het twee aparte kernen zijn. Oudkarspel loopt ook over in Noord-Scharwoude maar is niet echt samengesmolten omdat er twee bedrijfsterreinen ongeveer op de grens liggen van de twee plaatsen: De Mossel en De Wuyver. Tussen deze bedrijfsterreinen in lopen wel twee straten met huizen over in Oudkarspel.
"Het land van Noord-Scharwou" werd in de jaren '20 bezongen door de cabaretier Jean-Louis Pisuisse op een tekst van Dirk Witte, het lied is geschreven in 1917.

## Bezienswaardigheden
Bezienswaardig is de neogotische kerk Sint-Jan-de-Doperkerk, De kerk, ontworpen door architect Peter Bekkers, werd voltooid in 1906 en ingewijd op 28 april 1907.
Verder staat er het monument De Stier. Dit monument herdenkt de zesentwintig mensen die tijdens Tweede Wereldoorlog omgekomen zijn door oorlogsgeweld in de gemeente Langedijk. Ook worden de Indië- en Koreastrijders ermee herdacht.

## Geboren in Noord-Scharwoude
- Theo Nieuwenhuis (1866-1951), kunstenaar
- Berend Tobia Boeyinga (1886-1969), architect
- Cor Borst (1891-1974), CPN-politicus
- Gerard Veldman (1918-1944), verzetsman
- Renske Endel (1983), turnster